# Dorothy Kingsley
Dorothy Kingsley (* 14. Oktober 1909 in New York City; † 26. September 1997 in Monterey, Kalifornien) war eine US-amerikanische Drehbuchautorin.

## Leben
Kingsley wurde 1909 als Tochter der Stummfilm-Schauspielerin Alma Hanlon und des Zeitungsreporters und Presseagenten Walter Kingsley in New York geboren. Als geschiedene Mutter von drei Kindern begann Kingsley ihre Karriere in den 1930er Jahren als Gag-Schreiberin für Radioshows mit Bob Hope und Edgar Bergen. Sie war daraufhin einer der wenigen weiblichen Autoren ihres Fachs. Anfang der 1940er Jahre ging sie nach Hollywood, um das Drehbuch für Bergens RKO-Komödie Look Who’s Laughing (1941) zu überarbeiten. Filmproduzent Arthur Freed verschaffte ihr 1943 einen Vertrag als Drehbuchautorin bei MGM, wo sie sich auf Filmmusicals und -komödien spezialisierte. So schrieb sie eine ganze Reihe von Drehbüchern für Filme mit Esther Williams, darunter Badende Venus (1944), Neptuns Tochter (1949) und Jupiters Liebling (1955).
In der Filmindustrie war sie schon bald dafür bekannt, logische Handlungsstränge aufzubauen, die auch eine große Besetzung vollständig miteinbezogen. Sie sprang zudem häufig ein, wenn ein Drehbuch überarbeitet werden musste, oftmals ohne dass sie im Abspann erwähnt wurde. Sie selbst sah sich nicht als Autorin, die sich selbstverwirklichen wollte. Laut einem Interview habe sie lediglich Drehbücher geschrieben, um Geld zu verdienen. Besonders häufig arbeitete sie dabei mit Regisseur George Sidney zusammen. Zudem adaptierte sie erfolgreiche Musicals für die Kinoleinwand, woraus Filme wie Küß mich, Kätchen! (1953), Pal Joey (1957) und Can-Can (1960) entstanden. 1955 erhielt sie für Eine Braut für sieben Brüder eine Oscar-Nominierung in der Kategorie Bestes Originaldrehbuch sowie den Writers Guild of America Award, für den sie im Laufe ihrer Karriere mehrfach nominiert war.
Im Jahr 1970 zog sich Kingsley mit ihrem zweiten Ehemann William Durney für viele Jahre ins Privatleben nach Carmel-by-the-Sea zurück, wo beide 1968 eine Winzerei begründeten. In den frühen 1990er Jahren trat sie kurzzeitig aus ihrem Ruhestand zurück, als sie Medienmogul Ted Turner vorschlug, ein Remake des Baseball-Films Angels in the Outfield (1951) zu drehen, für den sie einst das Drehbuch geschrieben hatte. 1994 wurde das Projekt als Angels – Engel gibt es wirklich! realisiert.
Kingsley starb 1997 im Alter von 87 Jahren im Community Hospital in Monterey, Kalifornien, an Herzversagen. Sie hatte insgesamt sechs Kinder: Michael Durney, Christine Durney Armanasco, Terry Kingsley-Smith und Susan Durney Mickelson sowie Dennis und Steven Durney, die bereits vor ihrer Mutter verstarben.

## Filmografie (Auswahl)
- 1944: Broadway Rhythm – Regie: Roy Del Ruth
- 1944: Badende Venus (Bathing Beauty) – Regie: George Sidney
- 1946: Eine Falle für die Braut (Easy to Wed) – Regie: Edward Buzzell
- 1948: Auf einer Insel mit dir (On an Island with You) – Regie: Richard Thorpe
- 1948: Wirbel um Judy (A Date with Judy) – Regie: Richard Thorpe
- 1949: Neptuns Tochter (Neptune’s Daughter) – Regie: Edward Buzzell
- 1950: The Skipper Surprised His Wife – Regie: Elliott Nugent
- 1950: Einmal eine Dame sein (Two Weeks with Love) – Regie: Roy Rowland
- 1951: Angels in the Outfield – Regie: Clarence Brown
- 1951: Karneval in Texas (Texas Carnival) – Regie: Charles Walters
- 1952: Abenteuer in Rom (When in Rome) – Regie: Clarence Brown
- 1953: Small Town Girl – Regie: László Kardos
- 1953: Die Wasserprinzessin (Dangerous When Wet) – Regie: Charles Walters
- 1953: Küß mich, Kätchen! (Kiss Me Kate) – Regie: George Sidney
- 1954: Eine Braut für sieben Brüder (Seven Brides for Seven Brothers) – Regie: Stanley Donen
- 1955: Jupiters Liebling (Jupiter’s Darling) – Regie: George Sidney
- 1957: Pal Joey – Regie: George Sidney
- 1958: Geh nicht zu nah ans Wasser (Don’t Go Near the Water) – Regie: Charles Walters
- 1959: Tropenglut (Green Mansions) – Regie: Mel Ferrer
- 1960: Can-Can – Regie: Walter Lang
- 1960: Pepe – Was kann die Welt schon kosten (Pepe) – Regie: George Sidney
- 1967: Das Tal der Puppen (Valley of the Dolls) – Regie: Mark Robson
- 1994: Angels – Engel gibt es wirklich! (Angels in the Outfield) – Regie: William Dear

## Auszeichnungen
- 1949: Nominierung für den Writers Guild of America Award für Auf einer Insel mit Dir
- 1952: Nominierung für den Writers Guild of America Award für Angels in the Outfield
- 1954: Nominierung für den Writers Guild of America Award für Küß mich, Kätchen!
- 1955: Writers Guild of America Award für Eine Braut für sieben Brüder
- 1955: Nominierung für den Oscar in  der Kategorie Bestes Originaldrehbuch für Eine Braut für sieben Brüder
- 1958: Nominierung für den Writers Guild of America Award für Pal Joey
- 1958: Nominierung für den Writers Guild of America Award für Geh nicht zu nah ans Wasser
- 1958: Nominierung für den Writers Guild of America Award für Can-Can